# Sonic Advance 3
Sonic Advance 3 (яп. ソニックアドバンス3, Сонікку Адобансу Сурі) — відеогра у жанрі платформера, розроблена Sonic Team та Dimps і видана компаніями Сеґа та THQ. Це остання гра серії Sonic Advance. Вона вийшла на Game Boy Advance 7 червня 2004 року в США, 17 червня 2004 в Японії, 18 червня 2004 в Європі. Sonic Advance 3 поєднує в собі елементи ігрового процесу Sonic Advance і Sonic Advance 2, а також дає можливість гравцеві обрати додаткового партнера, який розширює можливості гравця. Чао-сад, що був видалений з попередніх ігор Advance, присутній тут і дає гравцю можливість побачити Смарагди Хаосу та Чао, яких він зібрав.
| Відеоігри | Це незавершена стаття про відеоігри. Ви можете допомогти проєкту, виправивши або дописавши її. |